# Phạm Viết Thanh
 Phạm Viết Thanh (sinh năm 1962) là một nhà chính trị Việt Nam. Ông hiện là Ủy viên Ban Chấp hành Trung ương Đảng Cộng sản Việt Nam khóa XIII, 
Ông từng là Bí thư Tỉnh ủy Bà Rịa – Vũng Tàu, Chủ tịch Hội đồng Nhân dân tỉnh Bà Rịa – Vũng Tàu khóa VII, nhiệm kỳ 2021 - 2026.

## Lý lịch và học vấn
Phạm Viết Thanh sinh ngày 7 tháng 12 năm 1962, quê quán: thôn Thái Cẩm, xã Điện Tiến, thị xã Điện Bàn, tỉnh Quảng Nam.
Trình độ: Tiến sĩ Quản trị Kinh doanh.
Ông Thanh là cán bộ được đào tạo bài bản về ngành hàng không tại Liên Xô cũ, rồi học thạc sĩ, tiến sĩ, gắn bó toàn bộ quá trình công tác với ngành hàng không.

## Sự nghiệp

### Tổng Công ty Hàng không Việt Nam
Từ 7/1979 – 8/1981: Bộ đội sân bay Tân Sơn Nhất, Tổng cục Hàng không, Bộ Quốc phòng Việt Nam.
Từ 9/1981 – 1/1987: Sinh viên Học viện Hàng không Leningrad, Liên Xô.
Từ 2/1987 – 2/1990: Cán bộ phụ trách vận tải tại sân bay Côn Đảo.
Từ 3/1990 – 4/1993: Phó phòng vận chuyển sân bay Tân Sơn Nhất, Bí thư chi bộ.
Từ 5/1993 – 7/2003: Giám đốc xí nghiệp thương mại mặt đất Tân Sơn Nhất.
Từ 8/2003 – 5/2011: Phó tổng giám đốc Tổng công ty Hàng không Việt Nam.
Từ 6/2011- 3/2015: Bí thư Đảng ủy, Chủ tịch Hội đồng thành viên Tổng công ty Hàng không Việt Nam.
Từ 3/2015 - 4/2016: Bí thư Đảng ủy, Chủ tịch Hội đồng quản trị Tổng công ty Hàng không Việt Nam Vietnam Airlines.
Tại Đại hội Đảng Cộng sản Việt Nam lần thứ XII, diễn ra từ ngày 20 đến 28 tháng 1 năm 2016, ông trúng cử Ủy viên Ban Chấp hành Trung ương Đảng Cộng sản Việt Nam khóa XII.

### Bí thư Đảng ủy Khối Doanh nghiệp Trung ương
Ngày 12/4/2016, Ban Tổ chức Trung ương đã công bố quyết định của Bộ Chính trị về việc phân công ông Phạm Viết Thanh, Ủy viên Trung ương Đảng, Chủ tịch Hội đồng quản trị Tổng công ty Hàng không Việt Nam (Vietnam Airlines) giữ chức vụ Bí thư Đảng ủy Khối doanh nghiệp Trung ương.

### Bí thư Tỉnh ủy Tây Ninh
Ngày 28/02/2019, Bộ Chính trị quyết định điều động phân công ông tham gia Ban chấp hành Đảng bộ tỉnh Tây Ninh, Ban Thường vụ tỉnh ủy Tây Ninh, giữ chức Bí thư tỉnh ủy Tây Ninh thay ông Trần Lưu Quang về làm Phó Bí thư Thường trực Thành phố Hồ Chí Minh.

### Bí thư Tỉnh ủy Bà Rịa - Vũng Tàu
Ngày 30/07/2020, ông nhận Quyết định của Bộ Chính trị điều động phân công ông tham gia Ban Chấp hành Đảng bộ, Ban Thường vụ Tỉnh ủy và giữ chức vụ Bí thư Tỉnh ủy Bà Rịa – Vũng Tàu thay ông Nguyễn Hồng Lĩnh làm Phó Trưởng Ban Dân vận Trung ương.
Ngày 24/09/2020, Ban Chấp hành Đảng bộ tỉnh Bà Rịa – Vũng Tàu khóa VII đã họp Hội nghị lần thứ nhất để bầu Ban Thường vụ, Bí thư, các Phó Bí thư Tỉnh ủy, Chủ nhiệm Uỷ ban Kiểm tra, Ủy viên Uỷ ban Kiểm tra. Theo đó, đồng chí Phạm Viết Thanh, Ủy viên Trung ương Đảng, Bí thư Tỉnh ủy khóa VI, nhiệm kỳ 2015-2020, tiếp tục được bầu giữ chức Bí thư Tỉnh ủy khóa VII, nhiệm kỳ 2020-2025.
Ngày 30/6/2021, tại kỳ họp thứ nhất, Hội đồng nhân dân tỉnh Bà Rịa-Vũng Tàu khóa VII nhiệm kỳ 2021-2026, ông Phạm Viết Thanh, Bí thư Tỉnh ủy Bà Rịa-Vũng Tàu đã được bầu giữ chức Chủ tịch HĐND tỉnh Bà Rịa-Vũng Tàu khóa VII nhiệm kỳ 2021-2026 với 100% số phiếu đồng thuận của 52/52 đại biểu có mặt tại kỳ họp.